# Бурлинський район
Бурли́нський район (рос. Бурлинский район) — район у складі Алтайського краю Російської Федерації.
Адміністративний центр — село Бурла.

## Історія
Район утворений 15 січня 1944 року з 11 сільрад Славгородського району та 2 сільрад Карасуцького району.

## Населення
Населення — 10161 особа (2019; 12042 в 2010, 15005 у 2002).

### Уродженці
- Нікітін Олексій Петрович (1978—2022) — солдат Збройних Сил України, учасник російсько-української війни, що загинув у ході російського вторгнення в Україну в 2022 році.

## Адміністративний поділ
Район адміністративно поділяється на 9 сільських поселень (сільрад):
| Поселення                     | Площа, км² | Населення, осіб (2002) | Населення, осіб (2010) | Населення, осіб (2019) | Центр         | Населені пункти |
| ----------------------------- | ---------- | ---------------------- | ---------------------- | ---------------------- | ------------- | --------------- |
| Бурлинська сільська рада      | 323,33     | 5349                   | 4719                   | 4103                   | Бурла         | 5               |
| Михайловська сільська рада    | 501,37     | 1612                   | 1426                   | 1214                   | Михайловка    | 3               |
| Новоандрієвська сільська рада | 134,34     | 505                    | 354                    | 248                    | Новоандрієвка | 1               |
| Новопіщанська сільська рада   | 265,01     | 1298                   | 962                    | 809                    | Новопіщане    | 3               |
| Новосельська сільська рада    | 317,14     | 1257                   | 937                    | 761                    | Новосельське  | 2               |
| Оріховська сільська рада      | 235,60     | 1106                   | 765                    | 527                    | Оріхово       | 2               |
| Партизанська сільська рада    | 428,29     | 1641                   | 1145                   | 969                    | Партизанське  | 4               |
| Рожковська сільська рада      | 247,63     | 748                    | 606                    | 522                    | Лісне         | 2               |
| Устьянська сільська рада      | 293,12     | 1489                   | 1128                   | 1008                   | Устьянка      | 3               |

- 2011 року була ліквідована Майська сільська рада, її територія увійшла до складу Бурлинської сільської ради; була ліквідована Асямовська сільська рада, її територія увійшла до складу Партизанської сільської ради[5].

## Найбільші населені пункти
Нижче подано список населених пунктів з чисельністю населенням понад 1000 осіб:
| № | Населений пункт | Населення, осіб (2002) | Населення, осіб (2010) |
| - | --------------- | ---------------------- | ---------------------- |
| 1 | Бурла           | 4719                   | 4304                   |
| 2 | Устьянка        | 1329                   | 1052                   |